# 戈爾舍瓦山
戈爾舍瓦山是白俄羅斯的高山，屬於維捷布斯克高地的一部分，由維捷布斯克州負責管轄，海拔高度295米，該地區大部分土地被用作農地。
55°08′37″N 30°47′28″E / 55.14356°N 30.79124°E